# 937 Bethgea
937 Bethgea
937 Bethgea là một tiểu hành tinh dạng S hoặc tiểu hành tinh dạng R thuộc họ Flora ở Vành đai chính. Chu kỳ quay là 8.356 giờ Lưu trữ ngày 14 tháng 6 năm 2006 tại Wayback Machine.